# Waduk Serbaguna Gajahmungkur
Waduk Serbaguna Gajahmungkur är en reservoar i Indonesien.   Den ligger i provinsen Jawa Tengah, i den västra delen av landet, 500 km öster om huvudstaden Jakarta. Waduk Serbaguna Gajahmungkur ligger 137 meter över havet. Arean är 66 kvadratkilometer. Den sträcker sig 17,3 kilometer i nord-sydlig riktning, och 12,2 kilometer i öst-västlig riktning.